# Фернет

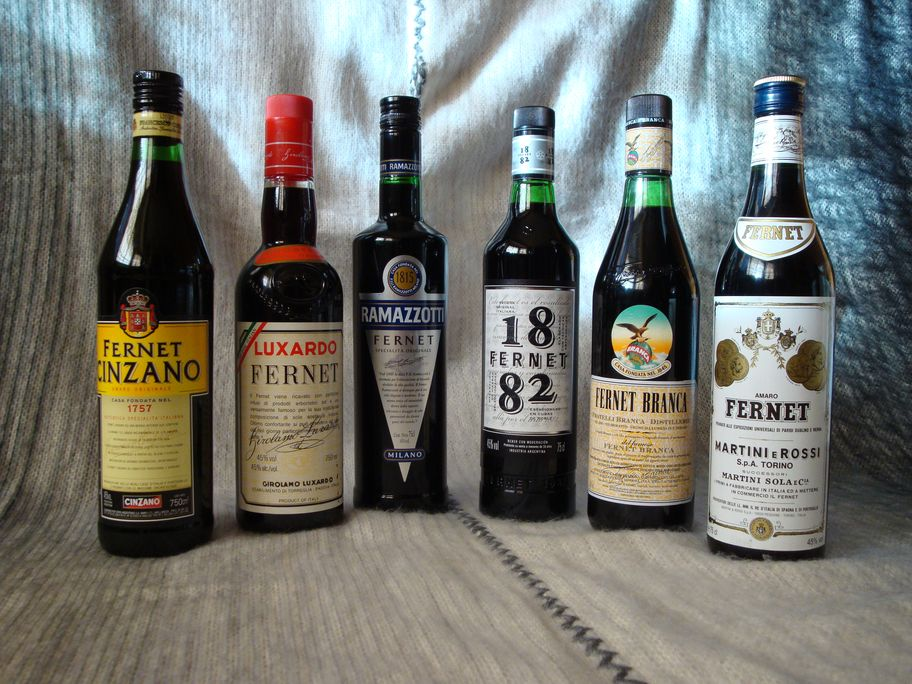
Бутылки фернета

Фернет (итал. Fernet) — горький ликёр итальянского происхождения, наиболее горький и крепкий из итальянских травяных ликеров-биттеров (амаро).
Происхождение названия достоверно неизвестно, в итальянских источниках конца XVIII-го и первой половины XIX-го века встречаются упоминания чудодейственного лекарственного бальзама шведского доктора по фамилии Fernet (или Fermet, или Vernet). Ему же приписывался рецепт изобретенного в 1845 году ликера Фернет Бранка. Во второй половине XIX-го века рецепты фернетов приписывались также монахам.
Первым ликером, выпускаемым под наименованием fernet стал Fernet Vittone в 1842 году. В середине XIX-го века фернет выпускался несколькими производителями в Милане и Турине и рекламировался как лекарственное средства от множества болезней, включая холеру.
У ликеров-фернет нет четкого определения или общепринятого стандарта.
Как правило, характеризуется высокой крепостью (39-50 %), особой горечью, темным цветом.
В состав входят настоянные на спирту травы, коренья и специи, такие как шафран посевной, ромашка, ревень, алоэ, мирра и др.
Употребляется после еды как дижестив, иногда как дополнение к кофе.
Фернет особенно популярен в Аргентине, где ежегодно выпускается 25 млн литров напитка. Многие аргентинцы добавляют фернет в кока-колу.
Известными марками фернета являются Фернет Бранка (Милан, Италия) и Фернет Штока (Триест, Италия и Пльзень-Божков, Чехия).

## Коктейли
Фернет можно смешивать с коктейлями, но сильный вкус может подавлять вкус других ингредиентов. Может заменить биттер в рецептах;  например, коктейль Fanciulli - это манхэттенский коктейль с фернетом вместо Ангостура.
Шеф-повар Фергус Хендерсон предлагает рецепт коктелей с необычными названиями как «Чудо», так и «Доктор Хендерсон», который напоминает Бранка Мента (фернет с ментолом и мятой), сочетая две части фернета с одной частью крем-де-мент со льдом.  Рецепт описывает этот коктейль как лекарство от чрезмерного увлечения.